# Línea 126 (Rosario)
Línea 126 es una línea de transporte urbano de pasajeros de la ciudad de Rosario, Argentina. 

## Historia
Anteriormente el servicio de la línea 126 era prestado desde sus orígenes y bajo la denominación de línea 15 por Cooperativa Obrera de Transporte 25 de Mayo S.R.L., luego por Cooperativa de Transporte 25 de Mayo S.R.L., Empresa de Transporte de Pasajeros 25 de Mayo S.R.L. (cambiando su denminación a línea 15 Negra, y luego de 1986 a línea 126), Transportes General Manuel Belgrano S.A., nuevamente Empresa de Transporte de Pasajeros 25 de Mayo S.R.L., hasta 2007 que se conforma la Empresa Mixta de Transporte de Rosario Sociedad Anónima -EMTRSA-. A fines de diciembre de 2018, es traspasada a la nueva empresa El Cacique Ros hasta el año 2022 que luego de su salida de la ciudad es transferida a Rosario Bus. 

## Recorridos

### 126
Servicio diurno y nocturno.
|  | STR+l | STR+r |  |

|  | STR | BHF | CONTg |

|  | STR | BHF | CONTg |

| ARCH | STR | BHF | CONTg |

|  | STR | BHF | CONTg |

|  | STR | BHF | CONTg |

| CONTf | BHF | STR |  |

| CONTf | BHF | BHF | CONTg |

| CONTf | BHF | STR |  |

| CONTf | BHF | STR |  |

| CONTf | BHF | STR |  |

|  | STRl | ABZg+r |  |

|  |  | BHF |

|  |  | BHF |

|  | STR+l | ABZgr |  |

| CONTf | STR+lBUEq | STR+lBUEq | CONTg |

| CONTf | BHF | BHF |  |

|  | STR | BHF | CONTg |

|  | STRl | STRr |  |